# 柴田光男
柴田 光男（しばた みつお、1923年8月ー2006年1月22日）は、日本の刀剣鑑定家。

## 人物・来歴
栃木県鹿沼市生まれ。俳号・伯水。藤代義雄に刀剣鑑定を学ぶ。美術刀剣商、鑑定家。文化財保護委員会刀剣価格査定委員、東京国税局刀剣価格査定委員、日本美術刀剣保存協会評議員、全国刀剣商業協組前理事長、テレビ東京「開運!なんでも鑑定団」に鑑定士として出演。（株）刀剣柴田会長。

## 著書
- 『日本刀名品集』柴田美術刀剣店図書部, 1965
- 『鐔入門 百人百鐔』光芸出版, 1967
- 『日本刀入門 選び方買い方』光芸出版, 1967
- 『刀装入門 拵と小道具』光芸出版, 1967
- 『脇差の魅力』光芸出版, 1968
- 『新々刀入門』光芸出版, 1969
- 『日本刀小刀図鑑』光芸出版, 1969
- 『日本刀便覧』光芸出版, 1970
- 『刀銘入門』光芸出版, 1971
- 『柴田光男の刀剣ハンドブック』刀剣柴田, 1985.8
- 『玉石帖 句集』柴田伯水. 柴田治雄, 1986.7
- 『趣味の日本刀』雄山閣出版, 1991.5
- 『鐔のデザイン』新人物往来社, 1993.5
- 『趣味の日本刀 1995年版』雄山閣出版, 1994.12
- 『趣味の日本刀 2001年版』雄山閣出版, 2001.3
- 『趣味の日本刀 2005年版』雄山閣, 2005.3

### 共著編
- 『趣味の日本刀』大河内常平共著. 雄山閣出版, 1963
- 『百人百剣 日本刀の楽しみ方』編. 徳間書店, 1964
- 『新刀集 刃文と銘字』藤代義雄著, 柴田校訂. 柴田美術刀剣店図書部, 1965
- 『日本刀鐔(つば)・小道具優品図鑑 (付)我が愛刀歴』編. 刀剣柴田, 1971
- 『百鐔 百鐔会優品集 [1-2』編. 刀剣柴田, 1973-74
- 『日本の名刀』大河内常平共著. 雄山閣出版, 1981.12

翻訳
- アーサー・H.チャーチ『日本鐔の美』金丸久志共訳註. 光芸出版 (発売) 1970